# دهه ۳۳۰ (پیش از میلاد)
دهه ۳۳۰ (پیش از میلاد) ۳۳مین دهه قبل از مبدا شروع تقویم میلادی است.